# Dangerously in Love
Dangerously in Love — дебютный студийный сольный альбом американской R&B-певицы Бейонсе Ноулз, выпущенный 22 июня 2003 года на лейбле Columbia Records. Пластинка записывалась с 2002 по март 2003 года в нескольких различных студиях во времена распада группы Destiny's Child, в которой солировала Ноулз. Выдержанный в стилях R&B и соула, альбом включает в себя композиции в быстром темпе; в песнях также присутствуют элементы хип-хопа и арабской музыки. Хотя Ноулз скрывала свою трактовку песен, слова авторов текстов были связаны с темой её близких отношений с рэпером Jay-Z в тот период.
Релиз Dangerously in Love облегчил Ноулз задачу в развитии сольной карьеры, а также стал одним из самых коммерчески успешных в записывающей индустрии. Он дебютировал первой строкой в американском чарте Billboard 200 и разошёлся по миру тиражом в 317,000 копий уже на первой неделе. Альбому сопутствовал мировой коммерческий успех: пластинка стала мультиплатиновой в Австралии, Великобритании и США. Отзывы критиков о композициях альбома, Dangerously in Love, были смешанными, но в целом носили позитивный характер, а сам диск принёс Ноулз пять премий Грэмми. На сегодняшний момент он был распродан тиражом более 11 миллионов копий по всему миру.

## Концепция

### Предпосылка
Ноулз начала свою музыкальную карьеру с Destiny's Child, R&B группы, в которой она была основной солисткой в конце 1990-х годов. Согласно Кори Мосс из MTV News, «фанаты жаждут увидеть», как Ноулз после стольких лет в группе споёт соло. Во время записи третьего альбома Survivor в конце 2000 года Ноулз объявила, что члены группы разойдутся на какое-то время, чтобы записывать сольные пластинки, которые, как ими предполагалось, подогреют интерес к Destiny’s Child. Идея индивидуальных релизов пришла от менеджера группы и отца солистки, Мэтью.
Каждая участница группы следовала своему музыкальному стилю, поэтому не ожидалось, что альбомы будут соперничать в чартах. Менеджмент Destiny’s Child стратегически планировал выпускать пластинки в наиболее удачные для увеличения их продаж моменты. Коллега по группе Мишель Уильямс стала первой, выпустившей свой дебютный альбом Heart to Yours в апреле 2002. Тем временем Ноулз дебютировала на большом экране, снявшись в главной роли в комедии Остин Пауэрс: Голдмембер; она записала дебютный сингл «Work It Out», который присутствовал в саундтреке к фильму. Роулэнд сотрудничала с американским рэпером Nelly в записи песни «Dilemma» в качестве дуэта; он стал хитом того года, заставив лейбл ускорить дату релиза дебютного альбома Simply Deep, назначив его на конец 2002 года. Ноулз снялась в главной роли в фильме Борьба с Искушениями и записала другой сольный сингл. В 2002 она сотрудничала с Jay-Z, с которым на тот момент состояла в отношениях и записала дуэтную песню — «'03 Bonnie & Clyde»; сингл принёс Ноулз известность как сольной певице и подготовил путь для предстоящего релиза альбома Dangerously in Love.

### Запись

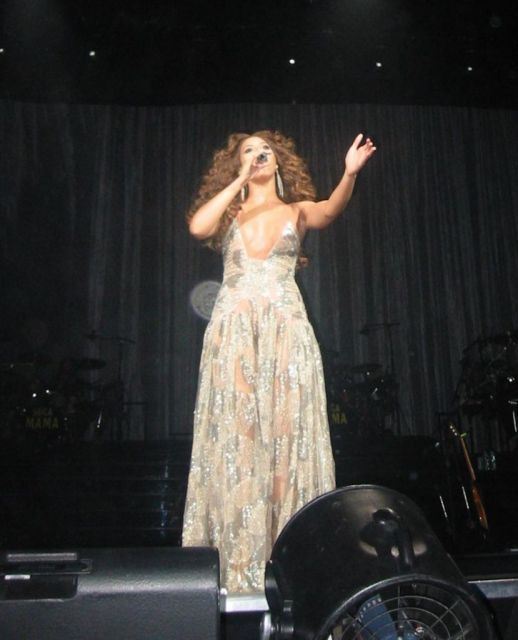
Ноулз поёт главный трек «Dangerously in Love 2», изначально в составе Destiny’s Child

До того, как Ноулз стала записывать материал для Dangerously in Love, она выбирала продюсеров, с которыми бы она сотрудничала. С двухдневным графиком у неё были встречи с будущими продюсерами от западного до восточного побережья, с которыми она провела интервью. Ноулз поехала в Майами, чтобы начать сессии записи с канадским записывающим продюсером Скоттом Сторчем, её первым коллаборационистом, и жила в отеле в Майами последующие месяцы. Так как она хотела сосредоточиться на работе над альбомом, Ноулз «взяла передышку», чтобы избежать давление от подготовки, значительно отличающейся от быстрого производства Destiny’s Child.
Как и в Survivor, Ноулз приняла большое участие в создании Dangerously in Love: она была соавтором многих песен, выбрала те, которые продюсировала, и поделилась идеей с микшированием и мастерингом треков. Хотя Ноулз не создавала ритм, она предложила мелодию и идею, которой она поделилась с продюсерами. С законченными 43 песнями — 15 из которых вошли в альбом—Ноулз являлась соавтором и сопродюсером, а также исполнительным продюсером альбома вместе с Мэтью Ноулз.
Ноулз поняла, что записывание альбома без коллег по группе было «свободно и оздоровительно», приходить в студию и свободно выражать свои идеи с сотрудниками. От зависимости, в которую она впала с Destiny’s Child, ей стало сложнее «быть [самой] в творческом процессе». Когда она захотела вырасти как артистка и сотрудничать с людьми, Ноулз связалась с другими артистами. Когда коллектив закончил писать некоторые песни, она распечатала копию каждой и послала будущим клиентам. Она разговаривала с ними по телефону для возможного сотрудничества и, наконец, заработала их одобрение. Кроме Jay-Z, Ноулз работала с ямайским артистом Шоном Полом, американской рэпершой Мисси Эллиотт, среди прочих. Для сравнения, некоторые артисты послали копии своих песен Ноулз, и в конце были произведены. Вдобавок Ноулз также работала с Тимбалэндом и Мисси Эллиотт в треке «Wrapped Around Me» для альбома. Хотя в итоге по неизвестным причинам песня не попала в альбом.
Dangerously in Love был изначально взят из песни с таким же названием, которую Ноулз написала для Survivor. «Dangerously in Love» посчитали «сложной» среди прочих песен на Survivor, и группа решила не выпускать её как сингл с альбома. После того, как она записала несколько треков для Dangerously in Love, Ноулз решила добавить «Dangerously in Love», а после поняла, что она подойдёт для центральной темы альбома. Из-за того, что дата релиза альбома была отложена, чтобы извлечь выгоду из успеха «Dilemma», у Ноулз появился шанс улучшить альбом. Хотя она и лишилась деятельности, Ноулз поняла, что «у всего на то своя причина», согласившись вернуться к записи студийного альбома, чтобы работать с другими авторами: это позволило ей записать больше песен, включая ту, что стала главным синглом альбома «Crazy in Love». В конце 2002 Ноулз временно прекратила работать над Dangerously in Love ради праздничного тура с Destiny’s Child. через несколько недель после записи в марте 2003 Ноулз всё ещё сотрудничала с другими клиентами для альбома, включая Шона Пола и Пи Дидди.

## Музыка

### Музыкальный стиль
Отец-менеджер Ноулз сказал, что Dangerously in Love показывает её музыкальные корни. В то время, как Уильямс и Роулэнд сосредоточились на госпеле и альтернативном попе, соответственно, Ноулз продолжала создавать R&B-записи. Песни в альбоме различны: от среднего темпа до ориентированных на клуб треков с одной стороны и баллад с другой. Ноулз прокомментировала: «Мой альбом — это баланс между … балладами и … средним темпом с ощущением, что едешь в машине, очень быстрых … высокоритмичных клубных песен, реально сексуальных песен и эмоциональных песен. Это изысканная смесь различных типов треков». С высокоэнергичными песнями типа «Crazy in Love» и «Naughty Girl», однако, хотя центральный стиль альбома медленный и грустный. Ноулз сказала, что она написала много баллад для альбома.
Согласно Ноулз, она хотела, чтобы её воспринимали как артистку и показать свой размах: в действительности она смешала в альбоме различные жанры и музыкальные направления. Альбом объединяет R&B, хип-хоп, соул и рок направления. Альбом перенял хип-хоп направление от Jay-Z, OutKast и Lil' Kim; регги — от Шона Пола; а куртуазность от Сторча, альбом экспериментирует с арабской музыкой. Его личное изучение этого типа музыки дало альбому атмосферу Ближнего Востока. Ноулз и продюсеры также использовали большое количество инструментов.

### Суть лирики
Ноулз сказала, что у Dangerously in Love есть схожесть в лирике с альбомами Destiny’s Child. Но из-за того, что ей пришлось самой все писать, у Ноулз был шанс сочинить песни, касающиеся её лично, в отличие от предыдущих записей. С темой, которая основана на различных этапах совместных отношений, Dangerously in Love содержит песни, которые говорят о любви и честности. Вдобавок Ноулз призналась, что были песни о занятиях любовью. В некоторой степени личное содержание песен альбома, однако, в принципе, относилось не только к опыту Ноулз — хотя некоторые основаны на её — потому что тема снова приходила к ней в голову. Ноулз позже объяснила: «Я хотела, чтобы у меня был альбом, который каждый мог бы отнести к себе и слушал бы, пока я жива и даже после … Любовь — это нечто такое, что не выходит из моды. Это то, что каждый испытывал, и если они не любят, люди обычно хотят испытать это …»
Хотя некоторые песни сосредоточены только на «красоте любви», альбом показывает другую сторону таких песен: «празднование разрыва» и песни, которые рассказывают о желании женщины иметь определённый контроль в отношениях с мужчиной. Скрытый альбомный трек «Daddy» — это посвящение её отцу, с которым она была в этом бизнесе много лет с того времени, как Мэтью Ноулз был менеджером их группы. Песня — о важности желания Ноулз, чтобы её будущий муж и ребёнок владели теми качествами, что и её отец. Изначально Ноулз не намеревалась включать трек в альбом, подумав, что его появление покажется незрелым. Однако, учитывая, что это песня отражает жизнь Ноулз в промежуточный момент, вместо этого она поставила «Daddy» последним треком.
Когда «'03 Bonnie & Clyde» была выпущена синглом в конце 2002, критика и общественность полагали, что у Ноулз и Jay-Z был роман. Несмотря на широко распространённые слухи, они отмалчивались об их отношениях. Согласно критикам, сам заголовок альбома звучит «более интригующим», когда Ноулз поёт собственные песни. Хотя любовь — это тема, которую Ноулз включила в альбом, «большая часть материала достаточно абстрактна, чтобы быть о каких-либо отношениях»; однако есть песни, которые подтверждают их отношения. В песне «Signs» Ноулз поёт о любви к Стрельцу, чей знак зодиака на удивление принадлежит Jay-Z. Под влиянием настойчивых слухов о них Ноулз заявила: «Люди могут прийти к любому заключению, которому им нравится … Это красота музыки … Я — певица, я буду говорить в написанных песнях о чём только захотите. Но когда это относится к определённым личным событиям, любой нормальный человек не скажет людям то, что они не знают, и я просто думаю, что не обязана [рассказывать об этом].»

## Релиз и промоушен

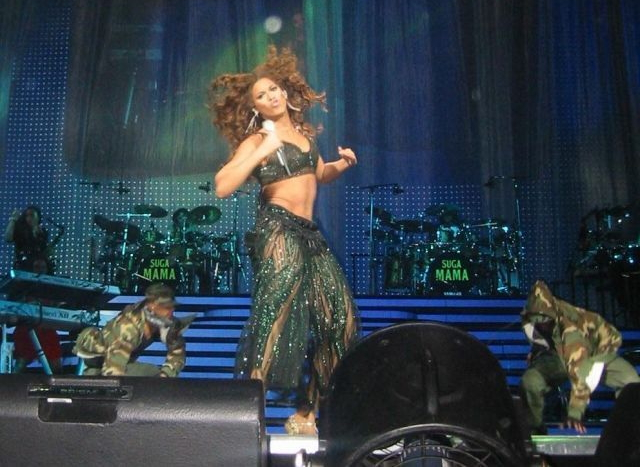
Ноулз исполняет «Baby Boy» во время 2007 Beyoncé Experience tour

Ноулз сказала, что у неё были проблемы в убеждении её лейбла выпустить альбом. Певица сообщила, что его чуть было не хотели выпускать, заявив: «В 2003 у меня был первый сольный альбом. Но когда я исполняла его на своём записывающем лейбле, они сказали мне, что у меня нет ни одного хита в альбоме. Я полагаю, в какой-то степени они были правы, у меня их было пять. „Dangerously In Love“, „Naughty Girl“, „Me, Myself and I“, „Baby Boy“ и „Crazy In Love“». С того времени, как «Dilemma» держалась на верхушке чарта Billboard Hot 100, уловка Ноулз заключалась в том, чтобы выпустить её первый сольный сингл «Work It Out», как саундтрек к Остин Пауэрс: Голдмембер, вместо сингла с Dangerously in Love, чтобы сохранить некоторую конкуренцию. С начала октября 2002 альбом был отложен на декабрь того же года, а потом на май следующего года. Ноулз записала версию «In da Club», она прошла путь через микстейпы прежде, чем была официально выпущена. Сингл не получился главным среди «любимых на танцполе»; Мэтью Ноулз, однако, сказал, что он был просто «отрезан» и не был включён в альбом. Тем не менее, у него было достаточно радиоэфира, чтобы появиться в чарте Hot R&B/Hip-Hop Singles & Tracks. Пока Ноулз заканчивала с треком, несколько песен просочились в интернет. В попытках предотвратить дальнейшую утечку альбома в интернет, а также, будучи жертвой бутлегерства, и с высокими коммерческими ожиданиями, тактика Ноулз заключалась в том, чтобы ускорить релиз Dangerously in Love на 24 июня 2003, через 2 недели после запланированного 8 июля.
| Страна         | Дата релиза  |
| -------------- | ------------ |
| Швейцария      | 22 июня 2003 |
| Великобритания | 23 июня 2003 |
| Польша         | 23 июня 2003 |
| Австралия      | 23 июня 2003 |
| США            | 24 июня 2003 |
| Канада         | 24 июня 2003 |
| Япония         | 25 июня 2003 |
| Германия       | 14 июля 2003 |

Покупатели, которые предварительно получили ссылки на альбом онлайн, могли скачать песню «I Can’t Take It No More»; промо продолжалось до релиза альбома. 14 июня 2004 Ноулз выпустила песни из альбома в свет во время первого сольного концерта и разовой платы за просмотр специальной ТВ-программы, «Ford Presents Beyoncé Knowles, Friends & Family, Live From Ford’s 100th Anniversary Celebration in Dearborn, Michigan». К ночи релиза альбома Ноулз транслировалась в более чем 20 кинотеатрах во всему США. Компаньоны Destiny’s Child, Тайриз, Соланж Ноулз и девчачья группа Ramiyah также выступили на шоу. Ноулз также продвигала альбом на таких ТВ-шоу как Saturday Night Live, Late Show with David Letterman, The Today Show, The Early Show и The View.
К апрелю 2003 задача Ноулз была в выборе главного альбомного сингла между двумя песнями. Посланная в клубы, песня, которая получила позитивные отзывы, стала их главным синглом. Наконец, «Crazy in Love» была выпущена главным синглом альбома. С коммерческим успехом, который включил смешанные музыкальные спросы, сингл провёл восемь недель подряд на первом месте в Billboard Hot 100. Следом вышел «Baby Boy» и получил больший успех, чем «Crazy in Love». С большим количеством радиоэфира, сингл превзошёл появление в чарте «Crazy in Love», оставаясь на первой строке до девяти недель подряд. «Me, Myself and I» был третьим синглом, а «Naughty Girl» четвёртым и последним; хотя последние два релиза получили только топ-5 в Hot 100, так «Baby Boy» достиг больше быстрого и коммерческого успеха, который ускорил подъём альбома на верхушку чарта и помог получить мультиплатиновые продажи. С 11 по 18 ноября в 2008 iTunes Store предложил Dangerously in Love скидку на промоушен третьего студийного альбома Ноулз, I Am... Sasha Fierce, позволив снова войти в чарты Billboardа в Top Pop Catalog Albums и Top Comprehensive Albums на 7 и 81 место соответственно.

### Синглы
- Crazy in Love — главный сингл альбома был выпущен 8 июля 2003. Песня достигла первой строки в чартах США и Великобритании, и топ-10 во многих странах мира. «Crazy in Love» был критически признан и заработал для Ноулз несколько наград. В 2009 британский журнал NME проголосовал за песню как за самую лучшую песню декады[36]. Песня также попала на третье место в «100 Лучших Песен Декады» по версии Rolling Stone[37], четвёртое в списке «500 Величайших Треков 2000-х гг.» по версии Pitchfork Media[38], седьмое по данным The Daily Telegraph[39] и шестое в списке «100 Лучших Песен Декады» по версии Slant[40]. Песня выиграла награду «Лучшая R&B Песня» и «Лучший Рэп/Спетый Союз» на 46th Grammy Awards.
- Baby Boy был выпущен 14 октября 2003 вторым синглом альбома при участии ямайского регги-рэпера Шона Пола. Песня была коммерчески успешна, держась на пике Singles Chart девять недель подряд. Она была сертифицирована платиновой в США, и была самым долгоиграющим сольным синглом номер один Ноулз до Irreplaceable, который держался на верхушке десять недель подряд. «Baby Boy» предстал хорошо в международном масштабе, достигнув пика в десяти странах, и получив платиновый статус в Австралии. Песню похвалили два критика и состав музыкального бизнеса. «Baby Boy» остался «гвоздём» концертного списка песен Ноулз. Американское общество композиторов, авторов и издателей определило её на 2005 Pop Music Awards как одну из самых исполняемых песен года.
- Me, Myself and I — третий сингл альбома, выпущенный 16 декабря 2003 третьим синглом с Dangerously in Love. Он удерживал четвёртую позицию в Billboard Hot 100 2 недели, также это четвёртый подряд сингл топ-5 Ноулз в США. Песня была признана на 2005 ASCAP Pop Music Awards как «Самая Исполняемая Песня»; Ноулз также получила награду «Автор Года», которую она разделила со Сторчем и Уоллером.
- Naughty Girl — четвёртый и последний сингл альбома в начале 2004. Хотя успех не соответствовал «Crazy in Love» и «Baby Boy», все равно заработал непомерный успех, достигнув третьей строки в американском Billboard Hot 100, у сингла был моментальный успех, который помог альбому быстро продвинуться вверх по чартам. Сингл получил похожие отклики от международного музыкального рынка, войдя по большей части в топ-20.

### Тур
Первый сольный концертный тур Бейонсе Dangerously in Love Tour, предназначенный продемонстрировать песни из дебютного альбома Dangerously in Love. Тур прошёл только в Европе, пока Ноулз не присоединилась к Алише Киз, Мисси Эллиотти Tamia для Verizon Ladies First Tour в начале 2004.

## Отзывы

### Коммерческое выступление
Dangerously in Love дебютировал первой строкой в Billboard 200, собрав 317,000 копий на первой неделе согласно Nielsen SoundScan. Хотя продажи альбома на первой неделе не сравнить с Survivor, который продал 663,000 единиц в свой дебют в 2001, Ноулз заработала больше всех из участниц Destiny’s Child за сольный альбом за лучшие недели: Роулэнд продала 77,000 копий за Simply Deep на самой сильной неделе, в то время как Уильямс продала 7,000 копий за Heart to Yours на самой пиковой неделе. Альбом был сертифицирован четыре раза платиновым по данным Recording Industry Association of America. Он остался самым продаваемым альбомом Ноулз на сегодняшний день с продажами в 4,688,000 копий в США на начало июля 2009.
В международном плане у Dangerously in Love был похожий коммерческий приём. 12 июля 2003 Ноулз стала первой артисткой (и пятой артисткой за все времена), достигшая высоты на двух поприщах: с «Crazy in Love» и одновременно альбомными чартами в США и Великобритании после The Beatles, Саймона и Гарфанкела, Рода Стюарта и Men at Work. Альбом был распродан 1,150,000 копиями в Англии, а British Phonographic Industry сертифицировал альбом дважды платиновым. Dangerously in Love — это пятый самый продаваемый альбом 2003 года в Великобритании. В Австралии он достиг пика на второй строке; альбом был сертифицирован платиновым по данным Australian Recording Industry Association за продажи 70,000 копий. В 2003 Dangerously in Love был 51 самым продаваемым альбомом в Австралии и 74 в следующем году.
На сегодняшний момент альбом был распродан более 11 миллионами копий по всему миру.

### Реакция критиков
| Оценки критиков      | Оценки критиков |
| Источник             | Оценка          |
| -------------------- | --------------- |
| Allmusic             | [ 52 ]          |
| Blender              | [ 53 ]          |
| Entertainment Weekly | (5-)            |
| Los Angeles Times    | [ 55 ]          |
| PopMatters           | (одобрительно)  |
| Rolling Stone        | [ 57 ]          |
| Slant                | [ 58 ]          |
| USA Today            | [ 59 ]          |
| Vibe                 | [ 60 ]          |
| The Washington Post  | (смешанные)     |

После своего релиза Dangerously in Love получил в общей сложности положительные отзывы от музыкальных критиков, основанных на совокупном счёте 64/100 от Metacritic. Энтони Декёртис из журнала Rolling Stone сказал: « Dangerously in Love представляет Ноулз в двух стилях: один „гораздо более“ льстивый», чем другой. Дав альбому 3 из 5 звёзд, Декёртис нашёл песни в стиле баллад в альбоме менее приукрашенными, прокомментировав, что у Ноулз есть «море времени» развивать стиль зрело, чтобы «разобраться в себе». Нейл Драмминг из Entertainment Weekly объявил, что альбом придаёт Ноулз «страсть к новшеству». Согласно ему сотрудничество Ноулз с различными записывающими продюсерами исследует новые направления в современной музыке, делая больше новых открытий, чем повторений старого. Как и в комментариях де Кертиса, однако, Драмминг обратил внимание на то, что «большинство ошибок диска» находится в последней части". Писатель из Allmusic Стивен Томас Эрлвайн ответил на предыдущие комментарии: «['Crazy in Love' и 'Baby Boy'] — это моменты, когда Dangerously in Love не только работает, но и звучит, как будто Ноулз выложила весь потенциал и поднялась к верхушке элиты современных R&B див. Очень плохо, что момент не остаётся до конца записи. А на полпути, возле астрологической оды 'Signs' с Мисси Эллиотт, она начинает ползти через баллады, хотя и приятна на слух, она не так возбуждает, как первая часть записи.
Однако Элисон Стюарт из The Washington Post дала альбому в общем смешанный обзор и написала, что „выражает меньше индивидуальности, чем средний альбом группы, едва ли кажущимся проблематичным“, в то время называя его „больше приятным, чем выложившим основную тему, что странно без особого энтузиазма, если посмотреть со стороны“. Ребекка Луи из New York Daily News написала, что успех Dangerously in Love сделал из Ноулз „сладострастную сольную звезду“, которая „расцвела из девчачьей группы“. Однако другие критики посчитали, что Dangerously in Love — не та запись, которая принесёт ей независимость. Хотя первая половина альбома получила позитивные реакции, остальная половина была раскритикована. Келефа Санне из The New York Times сказал, что он упустил ту гармонию Ноулз, которая была у неё в записях Destiny’s Child. Он продолжил комментировать, что хотя Ноулз неопровержимо „сильная и независимая“ певица, она стала сильнее, „когда у неё за плечами была группа“.

### Почести
За Dangerously in Love и его синглы Ноулз получила множество наград. В 2003 „Crazy in Love“ выиграл три награды MTV Video Music Awards, включая „Лучшее Женское Видео“ и „Лучшее R&B Видео“. В том же году Ноулз была признана „Новой Артисткой“ и „Новой R&B Артисткой“, среди наград четыре выиграла во время Billboard Music Award. На следующий год она выиграла „Лучший Современный R&B Альбом“ и „Лучшую R&B Песню“, а также „Лучший Рэп/Спевшийся Союз“ за „Crazy in Love“, „Лучшее R&B Исполнение Вокального Дуэта или Группы“ за „The Closer I Get to You“ с и „Лучшее Женское R&B Вокальное Исполнение“ за „Dangerously in Love 2“ на Grammy Awards. 1000-е издание Entertainment Weekly, которое праздновало „новая классика: 1000 лучших фильмов, ТВ-шоу, альбомов,, книг и т. д. с 1983 по 2008“ причислил Dangerously in Love на 19 место в „Топ-100 Лучших Альбомов за последние 25 лет“. Альбом поместили на 183 место в „200 авторитетных альбомов“, которые сделали рок-н-ролл, согласно Залу славы рок-н-ролла. Rhapsody поместил альбом на 9 строку в список „Лучшие R&B Альбомы Декады“.

## Влияние
Период творческого выпуска Dangerously in Love оставил несколько треков, готовых для следующего прессинга. В конце 2003 Ноулз планировала выпустить дополнительный альбом, который бы недошедшие песни с Dangerously in Love. Была попытка, когда недошедший в альбом трек „Summertime“, в сотрудничестве с Пи Дидди, был послан на радиостанции и получил одобрительную реакцию. Тем временем успех альбома спровоцировал общественность сделать вывод, что это сигнал к окончательному распаду Destiny’s Child, как и поп певец Джастин Тимберлейк „не смог вернуться назад в 'N Sync после того, как почувствовал сольный успех“. Однако Ноулз сказала, что их боковые проекты были только „коротким развлечением мощнейшей команды“, которой стала Destiny’s Child». Так как время не позволяло, музыкальные стремления Ноулз были поставлены на паузу, чтобы сконцентрироваться на её выступлении для Супер Кубка — на котором должна была спеть американский национальный гимн — и запись четвёртого альбома Destiny’s Child, Destiny Fulfilled, хотя группа окончательно распалась в 2005.
С релизом Dangerously in Love и совместным коммерческим успехом его синглов Ноулз утвердилась как жизнеспособная сольная артистка. Ноулз выиграла пять наград Грэмми на 46th Grammy Awards в 2004, став наравне с Алишей Киз, Норой Джонс и Лорин Хилл за самое большое количество Грэмми, полученных одной сольной артисткой. Альбом также помог ей стать одной из самых коммерчески успешных артисток в бизнесе. Она появилась на обложках многочисленных изданий, её приглашали в ТВ-рекламы, и она подписала прибыльные коммерческие контракты. Ноулз подписала контракт с PepsiCo, многоотраслевой питьевой фирмой в 2003 и появилась в нескольких ТВ-рекламах с их продуктами.

## Список композиций
| №   | Название                                                 | Автор(ы)                                                                                        | Продюсер(ы)                | Длительность |
| --- | -------------------------------------------------------- | ----------------------------------------------------------------------------------------------- | -------------------------- | ------------ |
| 1.  | «Crazy in Love» (при участии Jay-Z)                      | Бейонсе Ноулз, Рич Харрисон, Шон Картер, Eugene Record                                          | Харрисон, Ноулз            | 3:56         |
| 2.  | «Naughty Girl»                                           | Ноулз, Скотт Сторч, Роберт Уоллер, Анжела Бейинсе, Пит Беллотте, Джорджио Мородер, Донна Саммер | Сторч, Ноулз               | 3:29         |
| 3.  | «Baby Boy» (при участии Шона Пола)                       | Ноулз, Сторч, Шон Пол, Уоллер, Картер                                                           | Сторч, Ноулз               | 4:05         |
| 4.  | «Hip Hop Star» (при участии Big Boi и Sleepy Brown)      | Ноулз, Брюс Уилсон, Македа Дэвис, Антуан Паттон, Картер                                         | Ноулз, Уилсон              | 3:43         |
| 5.  | «Be with You»                                            | Ноулз, Харрисон, Бейинсе, Шагги Отис, Джордж Клинтон, мл., Уильям Коллинз, Gary Cooper          | Харрисон, Ноулз            | 4:20         |
| 6.  | «Me, Myself and I»                                       | Ноулз, Сторч, Уоллер                                                                            | Сторч, Ноулз               | 5:01         |
| 7.  | «Yes»                                                    | Ноулз, Бернард Эдвардс, мл., Картер                                                             | Ноулз, Focus...            | 4:19         |
| 8.  | «Signs» (при участии Мисси Эллиотт)                      | Мисси Эллиотт, Нисан Стюарт, Крейг Брокман                                                      | Эллиотт, Брокман*, Стюарт* | 4:59         |
| 9.  | «Speechless»                                             | Ноулз, Андрио Херд, Шеррод Барнс, Бейинсе                                                       | Ноулз, Андрио Херд, Барнс  | 6:01         |
| 10. | «That's How You Like It» (при участии Jay-Z)             | Делрой Эндрюс, Брайан Бриджман, Картер, Рэнди Дебардж, Элдра El DeBarge, Эттерлин Джодан        | D-Roy, М-р. Би, Ноулз      | 3:39         |
| 11. | «The Closer I Get to You» (в дуэте с Лютером Вандроссом) | Джеймс Мтьюм, Регги Лукас                                                                       | Нэт Аддерли, мл.           | 4:58         |
| 12. | «Dangerously in Love 2»                                  | Ноулз, Эррол МаКалла, мл.                                                                       | Ноулз, Нэт Аддерли         | 4:53         |
| 13. | «Бейонсе Interlude»                                      | Ноулз                                                                                           | Ноулз                      | 0:16         |
| 14. | «Gift from Virgo»                                        | Ноулз, Отис                                                                                     | Ноулз                      | 2:46         |
| 15. | «Daddy» (скрытый трек)                                   | Ноулз, Марк Батсон                                                                              | Ноулз, Батсон              | 5:00         |

| №   | Название                                         | Автор(ы)                                                                  | Продюсер(ы)   | Длительность |
| --- | ------------------------------------------------ | ------------------------------------------------------------------------- | ------------- | ------------ |
| 15. | «Work It Out»                                    | Ноулз, Фаррелл Уильямс, Чед Хьюго                                         | The Neptunes  | 4:06         |
| 16. | «'03 Bonnie & Clyde» (Jay-Z при участии Бейонсе) | Картер, Канье Уэст, Принс, Дэрил Харпер, Рик Руз, Тупак Шакур, Тирон Райс | West          | 3:25         |
| 17. | «Daddy» (скрытый трек)                           | Ноулз, Батсон                                                             | Ноулз, Батсон | 4:57         |

| №   | Название                                         | Автор(ы)                                      | Продюсер(ы)   | Длительность |
| --- | ------------------------------------------------ | --------------------------------------------- | ------------- | ------------ |
| 13. | «Bienvenue» (IAM при участии Бейонсе)            | Akhenaton, Shurik'n, Дени Хайнс               | IAM           | 4:05         |
| 14. | «Бейонсе Interlude»                              | Ноулз                                         | Ноулз         | 0:16         |
| 15. | «Work It Out»                                    | Ноулз, Уильямс, Хьюго                         | The Neptunes  | 4:06         |
| 16. | «'03 Bonnie & Clyde» (Jay-Z при участии Бейонсе) | Картер, Уэст, Принс, Харпер, Руз, Шакур, Райс | West          | 3:25         |
| 17. | «Daddy» (скрытый трек)                           | Ноулз, Батсон                                 | Ноулз, Батсон | 4:57         |

| №   | Название                                         | Автор(ы)                                      | Producer(s)     | Длительность |
| --- | ------------------------------------------------ | --------------------------------------------- | --------------- | ------------ |
| 15. | «Work It Out»                                    | Ноулз, Уильямс, Хьюго                         | The Neptunes    | 4:06         |
| 16. | «'03 Bonnie & Clyde» (Jay-Z при участии Бейонсе) | Картер, Уэст, Принс, Харпер, Руз, Шакур, Райс | West            | 3:25         |
| 17. | «Crazy in Love» (Ремикс при участии Ванессы Ву)  | Ноулз, Харрисон, Картер, Рекорд               | Харрисон, Ноулз | 3:57         |
| 18. | «Daddy» (скрытый трек)                           | Ноулз, Батсон                                 | Ноулз, Батсон   | 4:57         |

| №   | Название                                         | Автор(ы)                                                                                | Продюсер(ы)        | Длительность |
| --- | ------------------------------------------------ | --------------------------------------------------------------------------------------- | ------------------ | ------------ |
| 15. | «What's It Gonna Be»                             | Ноулз, ЛяШаун Оуэнс, Каррим Мак, Корте Эллис, Ларри Трутман, Роджер Трутман, Кэндис Лав | Ноулз, Soul Diggaz | 3:37         |
| 16. | «'03 Bonnie & Clyde» (Jay-Z при участии Бейонсе) | Картер, Уэст, Принс, Харпер, Руз, Шакур, Райс                                           | West               | 3:25         |
| 17. | «Work It Out»                                    | Ноулз, Уильямс, Хьюго                                                                   | The Neptunes       | 4:06         |
| 18. | «Daddy» (скрытый трек)                           | Ноулз, Батсон                                                                           | Ноулз, Батсон      | 4:57         |

* Сопродюсер

## Чарты
| Чарт (2003)                                   | Наивысшая позиция |
| --------------------------------------------- | ----------------- |
| Australian Albums Chart                       | 2                 |
| Belgian Albums Chart (Flanders)               | 3                 |
| Belgian Albums Chart (Wallonia)               | 13                |
| Canadian Albums Chart                         | 1                 |
| Danish Albums Chart                           | 5                 |
| Dutch Albums Chart                            | 4                 |
| European Top 100 Albums                       | 1                 |
| Finnish Albums Chart                          | 6                 |
| French Albums Chart                           | 14                |
| German Albums Chart                           | 1                 |
| Hungarian Albums Chart                        | 18                |
| Irish Albums Chart                            | 1                 |
| Italian Albums Chart                          | 16                |
| Japanese Albums Chart                         | 12                |
| New Zealand Albums Chart                      | 8                 |
| Norwegian Albums Chart                        | 1                 |
| Polish Albums Chart                           | 18                |
| Portuguese Albums Chart                       | 16                |
| Swedish Albums Chart                          | 11                |
| Swiss Albums Chart                            | 2                 |
| UK Albums Chart                               | 1                 |
| Американский Billboard 200                    | 1                 |
| Американский Billboard Top R&B/Hip-Hop Albums | 1                 |
| Чарт (2004)                                   | Наивысшая Позиция |
| Austrian Albums Chart                         | 3                 |

| Страна         | Сертификация (порог продаж) |
| -------------- | --------------------------- |
| Аргентина      | Золото                      |
| Австралия      | Платина                     |
| Австрия        | Золото                      |
| Бельгия        | Золото                      |
| Канада         | Платина                     |
| Европа         | Платина                     |
| Франция        | 2× Золото                   |
| Германия       | Платина                     |
| Греция         | Золото                      |
| Япония         | Золото                      |
| Нидерланды     | Золото                      |
| Новая Зеландия | Платина                     |
| Норвегия       | Золото                      |
| Россия         | Платина                     |
| Швеция         | Золото                      |
| Швейцария      | Платина                     |
| Великобритания | 2× Платина                  |
| США            | 4× Платина                  |

## Награды
| Церемония награждения                   | Год  | Песня                         | Награда                                           | Результат |
| --------------------------------------- | ---- | ----------------------------- | ------------------------------------------------- | --------- |
| BET Awards, USA                         | 2004 | «Crazy In Love» (Jay-Z)       | Лучшая R&B Артистка                               | Победа    |
| BET Awards, USA                         | 2004 | «Crazy In Love» (Jay-Z)       | Лучший Союз                                       | Победа    |
| BRIT Awards, UK                         | 2004 | Dangerously In Love           | Лучшая Международная Сольная Артистка             | Победа    |
| Грэмми                                  | 2003 | «03 Bonnie & Clyde» (с Jay-Z) | Запись Года                                       | Победа    |
| Грэмми                                  | 2004 | «Crazy In Love» (с Jay-Z)     | Лучшая R&B Песня                                  | Победа    |
| Грэмми                                  | 2004 | «Crazy In Love» (с Jay-Z)     | Лучший Рэп/Спевшийся Союз                         | Победа    |
| Грэмми                                  | 2004 | «Dangerously In Love 2»       | Лучшее Женское R&B Вокальное Исполнение           | Победа    |
| Грэмми                                  | 2004 | Dangerously In Love           | Лучший Современный R&B Альбом                     | Победа    |
| Грэмми                                  | 2004 | « The Closer I Get to You»    | Лучшее R&B Исполнение Вокального Дуэта или Группы | Победа    |
| International Dance Music Awards, World | 2003 | «Crazy In Love» (с Jay-Z)     | Лучший R&B/Urban Dance Трек                       | Победа    |
| MTV Music Video Awards                  | 2003 | «Crazy In Love» (с Jay-Z)     | Video Music Awards Лучшее Женское Видео           | Победа    |
| MTV Music Video Awards                  | 2003 | «Crazy In Love» (с Jay-Z)     | Video Music Awards Лучшее R&B Видео               | Победа    |
| MTV Music Video Awards                  | 2003 | «Crazy In Love» (с Jay-Z)     | Video Music Awards Лучшая Хореография             | Победа    |
| MTV Music Video Awards                  | 2004 | «Naughty Girl»                | Video Music Awards Лучшее Женское Видео           | Победа    |
| MTV Europe Music Awards                 | 2003 | «Crazy in Love» (с Jay-Z)     | Europe Music Awards Лучшая R&B Песня              | Победа    |
| MTV Europe Music Awards                 | 2003 | «Crazy in Love» (с Jay-Z)     | Europe Music Awards Лучшая Песня Года             | Победа    |
| MTV Video Music Awards Japan            | 2004 | «Crazy in Love» (с Jay-Z)     | Лучший Союз                                       | Победа    |
| POP Music Awards                        | 2003 | «03 Bonnie & Clyde» (с Jay-Z) | Самая Исполняемая Песня                           | Победа    |
| POP Music Awards                        | 2003 | «Crazy In Love» (с Jay-Z)     | Самая Исполняемая Песня                           | Победа    |
| POP Music Awards                        | 2005 | «Baby Boy» (с Sean Paul)      | Самая Исполняемая Песня                           | Победа    |
| POP Music Awards                        | 2005 | «Me, Myself and I»            | Самая Исполняемая Песня                           | Победа    |
| POP Music Awards                        | 2005 | «Naughty Girl»                | Самая Исполняемая Песня                           | Победа    |
| POP Music Awards                        | 2005 | «Naughty Girl»                | Автор Года                                        | Победа    |
| New Musical Express, UK (NME)           | 2003 | «Crazy in Love» (с Jay-Z)     | NME Rocklist (End-of-Year Review)                 | Победа    |
| New Musical Express, UK (NME)           | 2003 | «Crazy in Love» (с Jay-Z)     | NME Запись Года (Синглы)                          | Победа    |
| Nickelodeon Kids' Choice Awards         | 2004 | «Crazy in Love» (с Jay-Z)     | Любимая Женская Исполнительница                   | Победа    |
| Soul Train Music Awards, USA            | 2004 | Dangerously In Love           | Лучший R&B/Сольный Альбом                         | Победа    |
| Vibe Awards, США                        | 2003 | «Crazy in Love» (с Jay-Z)     | Самый Классный Союз                               | Победа    |